# Niebo (singel Agnieszki Chylińskiej)
Niebo − czwarty singel polskiej piosenkarki Agnieszki Chylińskiej z 2010 roku promujący jej album Modern Rocking. 17 października odbyła się premiera wideoklipu nakręconego w Chełmie, którego reżyserem jest Jacek Kościuszko. W tym samym dniu na portalu Plejada pojawiła się wypowiedź Chylińskiej o teledysku:

Z wielką radością oddaję w Wasze ręce mój najnowszy teledysk do piosenki Niebo. To ostatni singiel promujący płytę Modern Rocking. Cieszę się, że udało mi się zrealizować kolejne ogromne marzenie dotyczące tej płyty, jakim było zrealizowanie mini filmu kostiumowego.

## Notowania
| Lista                             | Pozycja |
| --------------------------------- | ------- |
| Polski Airplay – nowości          | 2       |
| Polski Airplay – największe skoki | 4       |